# Alexandre Litvinenko
Pour les articles homonymes, voir Litvinenko.
Alexandre Valtérovitch Litvinenko (russe : Александр Вальтерович Литвиненко), né à Voronej le 4 décembre 1962 et mort à Londres le 23 novembre 2006, est un ancien agent des services secrets russes, ex-lieutenant-colonel du Service fédéral de sécurité de la fédération de Russie (FSB), service de contre-espionnage de Russie.
Le 17 novembre 1998, il devient lanceur d'alerte en déclarant à la presse, avec quatre de ses collègues, que leur hiérarchie leur a donné plusieurs missions illégales, notamment l'ordre de tuer l'homme d'affaires et homme politique Boris Berezovsky. Limogé et poursuivi par le FSB dans trois procès successifs, Litvinenko s'enfuit, le 1er novembre 2000, en Grande-Bretagne, où six ans plus tard, il meurt d'un empoisonnement au polonium 210, une substance radioactive très rare et très difficile à détecter.
En 2016, une enquête publique menée au Royaume-Uni sur la mort de Litvinenko conclut que celui-ci a été tué très probablement dans une opération spéciale du FSB, avec sans doute l'autorisation du directeur du FSB, Nikolaï Patrouchev, et du président russe, Vladimir Poutine. En 2021, la Cour européenne des droits de l'homme confirme la responsabilité de la Russie dans la mort de Litvinenko.

## Opposition à Vladimir Poutine
Il travaille pour le KGB à partir de 1986 puis pour son successeur le FSB.
Opposant à Vladimir Poutine depuis 2000, date à laquelle il accuse publiquement le président russe de négliger la lutte contre la corruption, il quitte son pays pour s'établir à Londres où il se lie d'amitié avec le représentant des séparatistes tchétchènes Akhmed Zakaïev ainsi qu'avec Boris Berezovsky, ancien oligarque russe. Ce dernier l'héberge et lui donne du travail, tous les deux étant recherchés par le parquet russe qui demande leur extradition. Litvinenko publie deux ans plus tard un livre dans lequel il accuse les services secrets russes d'avoir organisé eux-mêmes la vague d'attentats en Russie en 1999 attribuée aux Tchétchènes puis un autre livre dans lequel il accuse le FSB d'avoir réactivé le laboratoire de toxicologie n°12 du KGB créé par Lénine.
Selon sa veuve, Litvinenko travaille à partir de 2003 comme « consultant » pour le MI6, service de renseignement britannique, aux émoluments d'environ deux mille livres par mois.

## Affaire Litvinenko
Litvinenko est mortellement empoisonné fin 2006, après avoir bu un thé avec ses deux anciennes connaissances, Andreï Lougovoï et Dmitri Kovtoun (en). Ce sont ces derniers qui l'ont sciemment empoisonné, selon les conclusions de l'enquête publique sur sa mort publiées en 2016,.

### Empoisonnement et hospitalisation
Le 1er novembre 2006, il déjeune dans un restaurant de sushis à Londres avec un contact, l'Italien Mario Scaramella (en), un escroc mythomane qui prétendait détenir des preuves reliant le gouvernement de Vladimir Poutine à l'assassinat de la journaliste et opposante russe Anna Politkovskaïa. À 16 h 30, il se rend à l'hôtel Millennium où deux Russes l'attendent, Andreï Lougovoï et Dmitri Kovtoun. Anciens membres du FSB, ils sont à la tête d'une société de sécurité et souhaitent que son entregent les aide à décrocher des contrats dans leur domaine. Arrivés en premier, Lougovoï et Kovtoun commandent une théière de thé. Quand Litvinenko les rejoint, ils l'invitent à en boire une tasse. Deux heures plus tard, après qu'il a été ramené chez lui par Akhmed Zakaïev, ancien chef de guerre tchétchène lui aussi réfugié à Londres, Litvinenko se tord de douleur et tombe gravement malade. Comprenant qu'il s'agit d'un empoisonnement, il avale deux litres d'eau pour laver son estomac, en vain. Deux jours plus tard, il est admis à l'University College Hospital.

### Enquête

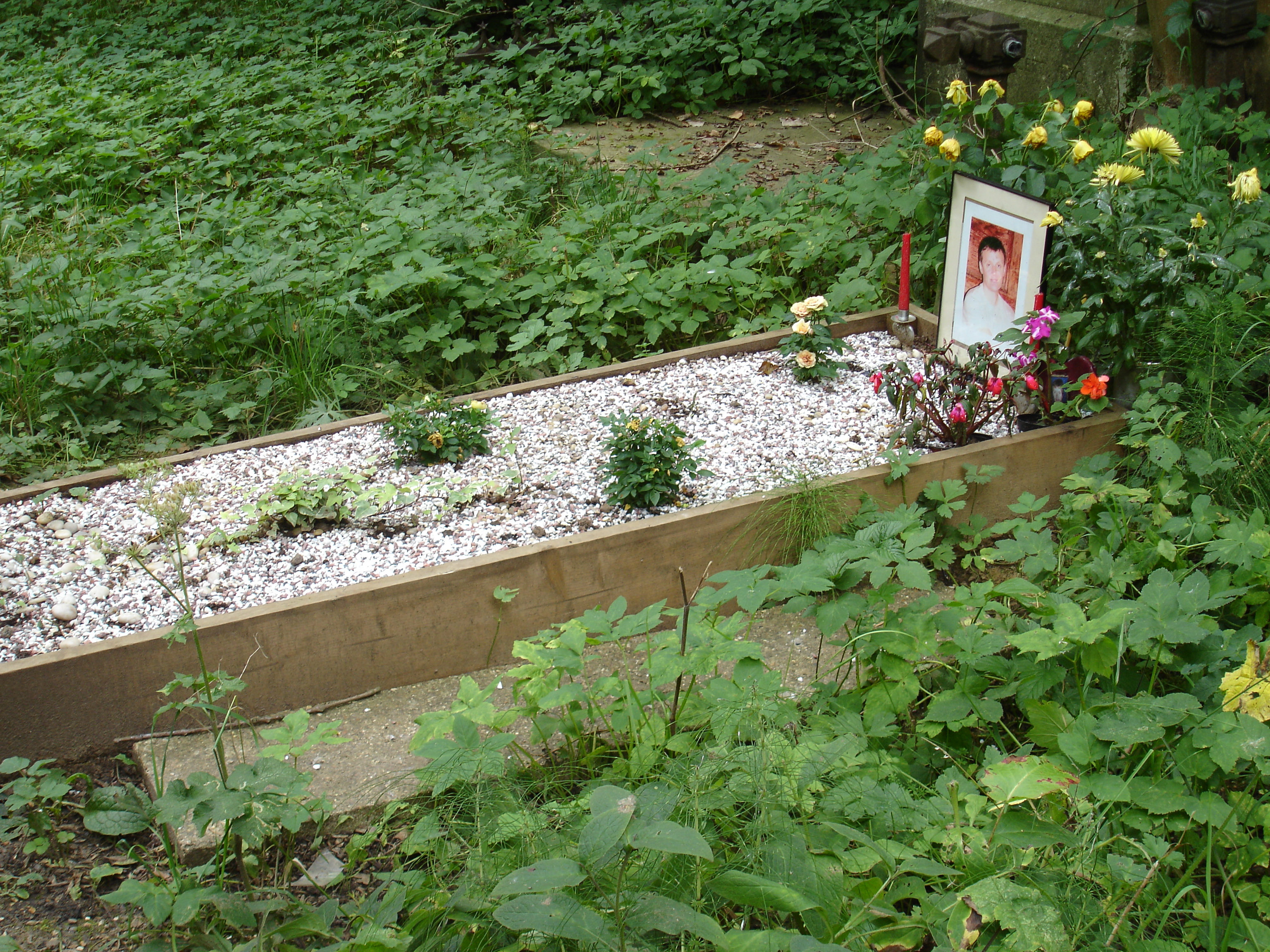
Tombe d'Alexandre Litvinenko enterré selon ses dernières volontés d'après le rite musulman.

Les médecins de l'University College Hospital pensent qu'il est atteint par un virus mais son état se dégrade rapidement : il perd ses cheveux, son rein et sa moelle osseuse se détériorent. Ses symptômes font penser initialement à un empoisonnement au thallium, un composant de la mort aux rats dont un antidote existe. Il décède le 23 novembre, à 21 h 21 à l'University College Hospital de Londres.
De « hautes quantités de radiations, probablement dues à une substance appelée polonium 210 », une matière hautement radioactive, sont détectées dans les urines de l'ancien espion selon les autorités sanitaires britanniques (les rapports d'examen du corps sont rendus publics en 2016, dans le cadre de l'enquête publique de Robert Owen). Après avoir cru que l'empoisonnement avait eu lieu dans un restaurant à sushi, les autorités confirment que l'empoisonnement s'est en fait produit en buvant le thé au bar de l'hôtel Millennium, les enquêteurs ayant de plus retrouvé des traces de polonium dans tous les lieux où sont passés Lougovoï et Kovtun.
Le 24 novembre 2006, la police entreprend des fouilles dans le domicile et le jardin de Litvinenko. Selon le quotidien londonien The Independent, toutes les hypothèses de mort sont alors en examen par la police britannique, y compris celle du suicide, qui aurait pu être commis afin de discréditer le président Poutine. En effet, plusieurs spéculations circulent sur les commanditaires de la mort de Litvinenko, mais aucune piste n'est encore privilégiée par les enquêteurs du Scotland Yard.
C'est Christopher Steele, du MI6, qui aurait réalisé rapidement que la mort de Litvinenko était un « coup russe ». Le 6 décembre 2006, Scotland Yard considère désormais la mort d'Alexandre Litvinenko comme un meurtre.
L'homme d'affaires russe Andreï Lougovoï, soupçonné par les autorités judiciaires anglaises d'être mêlé à l'empoisonnement, nie son implication et rejette l'accusation sur les services secrets britanniques du MI6, qui auraient voulu se débarrasser d'un enquêteur encombrant. Selon le Daily Mail, Litvinenko aurait effectivement été employé par le MI6. Par ailleurs, en avril 2012, à l'initiative d'un journaliste russe, Andreï Lougovoï a été soumis au détecteur de mensonge par un spécialiste britannique qui a conclu à son innocence, quoique ce système ne soit pas toujours efficace surtout quand il est appliqué à des espions, sans préparation, plusieurs années après les faits, par un spécialiste privé peu instruit et pourvu d'un casier judiciaire.
Le général Oleg Kalouguine, ancien chef du contre-espionnage soviétique et aujourd'hui réfugié aux États-Unis, accuse le FSB qui selon lui « déteste les traîtres ; c'est pour cela qu'ils ont décidé de lui rabattre son caquet ».

### Réactions des autorités russes
Le Service des renseignements extérieurs de la fédération de Russie (SVR) a rejeté les accusations sur son éventuelle implication dans l'empoisonnement de l'ancien officier du FSB russe Alexandre Litvinenko à Londres.
« Le SVR n'a rien à voir avec le mauvais état de santé d'Alexandre Litvinenko », a déclaré le chef du bureau de presse du SVR Sergueï Ivanov. Les informations diffusées par certains médias sur l'implication du Service dans cet incident sont « purement fausses et infondées », a-t-il ajouté.
Sergueï Iastrjembski, représentant spécial du président russe, a qualifié de « coïncidence inquiétante » les décès d'opposants au régime russe en place avec la tenue de forums internationaux où le président de la Fédération de Russie participe (la journaliste Anna Politkovskaïa avait trouvé la mort le 7 octobre 2006).
« Un nombre manifestement excessif de coïncidences de morts retentissantes de personnes qui, de leur vivant, se sont positionnées en opposants au pouvoir russe en place, avec les manifestations internationales auxquelles participe le président de la Fédération de Russie est pour le moins inquiétant », a notamment déclaré le représentant spécial du président russe pour les relations avec l'Union européenne, intervenant vendredi devant les journalistes à Helsinki à l'issue du sommet Russie-UE.
Sergueï Iastrjembski a dit ne pas être partisan de la théorie des complots. « Quoi qu'il en soit, on a bien l'impression d'être en présence d'une campagne bien orchestrée ou même de tout un plan de dénigrement continu de la Russie et de sa direction », a-t-il ajouté.

### Rapport Owen de janvier 2016
Une Inquest (enquête judiciaire en cas de mort suspecte), menée par Sir Robert Owen, juge de la Haute Cour agissant en tant que médecin légiste, devait débuter le 1er mai 2013 mais a finalement été repoussée sine die. Le ministre des Affaires étrangères, William Hague, jugera en effet la procédure trop coûteuse et délicate, du point de vue diplomatique, au regard des relations entre Londres et Moscou.
Bien que des procureurs russes soient associés à cette enquête, Andreï Lougovoï, élu à la Douma en décembre 2007 et bénéficiant désormais de l'immunité parlementaire qui lui évite l'extradition, annonce en mars 2013 qu'il refuse de collaborer à cette enquête.
En janvier 2016, Sir Robert Owen, qui a été juge mais intervient ici en dehors du système judiciaire, reprenant les éléments de l'enquête publique, aboutit à la conclusion selon laquelle le Kremlin — dont le président russe Vladimir Poutine en personne — a « probablement approuvé le meurtre à Londres de l'opposant russe Alexandre Litvinenko ». Le magistrat implique également l'ancien chef du FSB — Nikolaï Patrouchev — dans ses imputations. Owen déclare qu'il fonde ses conclusions sur des preuves, mais que ces preuves, en raison de leur caractère « sensible », ne seront pas portées à la connaissance du public.

### Décision de la CEDH
Le 21 septembre 2021, la Cour européenne des droits de l'homme, saisie par la veuve de Litvinenko, confirme la responsabilité de la Russie dans sa mort et la condamne à verser à sa veuve 100 000 euros de dommages et intérêts et 22 500 euros de frais judiciaires,,. Le Kremlin annonce qu'il n'entend pas se conformer à cette décision.

## Dans la culture populaire
- En 2022, la mini-série Litvinenko raconte l'enquête relative à son empoisonnement[33].